# 傾巢而出之古靈閣妖精
《傾巢而出之古靈閣妖精》（英語：Inhabited）是一部2003年的美国恐怖電影，由凱利·桑德弗执导，未在院线上映。
本片与2000年蟑螂题材的恐怖片《傾巢而出》及小说《哈利·波特》中古靈閣的妖精均没有任何关系。

## 剧情
拉塞尔一家人剛搬進來，小吉娜就被一座玩具屋所吸引，經常去那里玩。她向父母解釋說，自己遇到了一群小妖精朋友。由於擔心，父母諮詢了心理學家沃纳医生（马尔科姆·麦克道威尔飾），開始接受治療。與此同時，一個神秘人物来到房子裡应聘維修工作，想要警告拉塞尔夫婦不要受到這處房產的詛咒。隨後，越來越嚴重和奇怪的事件發生，拉塞尔一家人意識到小妖精確實是真實存在的…